# The Iron Claw

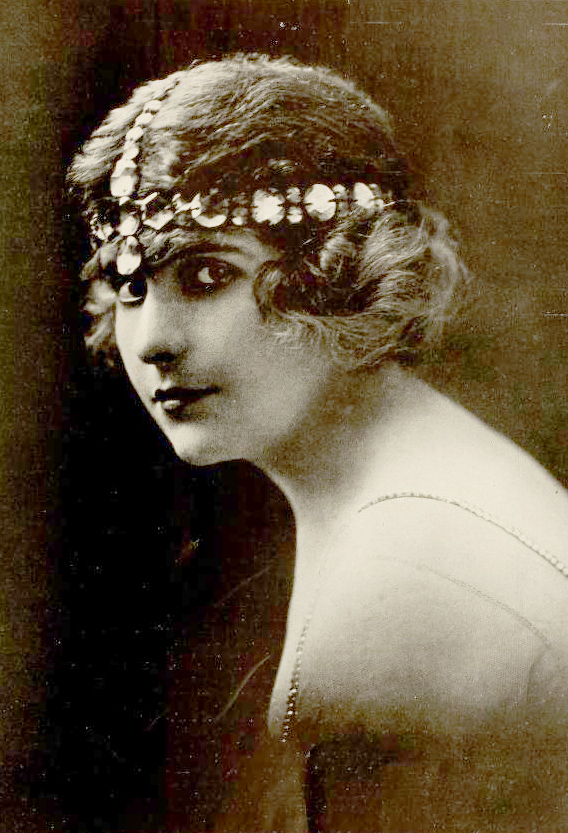
Pearl White, estrela do seriado.

The Iron Claw foi um seriado estadunidense produzido pela Edward José Productions e distribuído pela Pathé Exchange em 1916. Foi um seriado de aventura, da época do cinema mudo, dirigido por George B. Seitz e Edward José. O seriado, único da Edward José Productions, teve 20 capítulos, que foram apresentados entre 28 de fevereiro e 10 de julho de 1916. Presume-se que o seriado esteja totalmente perdido, porém, uma cópia do sétimo episódio existe na "UCLA Film and Television Archive".

## Elenco
- Pearl White – Margery Golden
- Creighton Hale – Davey
- Sheldon Lewis – Legar, The Iron Claw
- Harry L. Fraser – The Laughing Mask
- J. E. Dunn – Enoch Golden
- Carey Lee – Mrs. Golden
- Clare Miller – Margery, em criança
- Henry G. Sell – Wrench
- Edward José – Manley
- E. Cooper Willis
- Allan Walker
- Bert Gudgeon
- George B. Seitz

## Sinopse
Margery é seqüestrado quando criança pequena por Legar, The Iron Claw (O Garra de Ferro), que perde uma de suas mãos na luta com o pai de Margery, Enoch Golden. A menina cresce entre ladrões e está prestes a embarcar em uma vida de crime, quando é resgatada por um herói misterioso conhecido apenas como Laughing Mask. Iron Claw não desiste facilmente, e continua a perseguir Margery por 20 capítulos. Apenas no episódio final, com o triunfo de Laughing Mask, o público descobre a identidade do herói misterioso, o bom e aparentemente plácido namorado de Margery, Davey.

## Capítulo

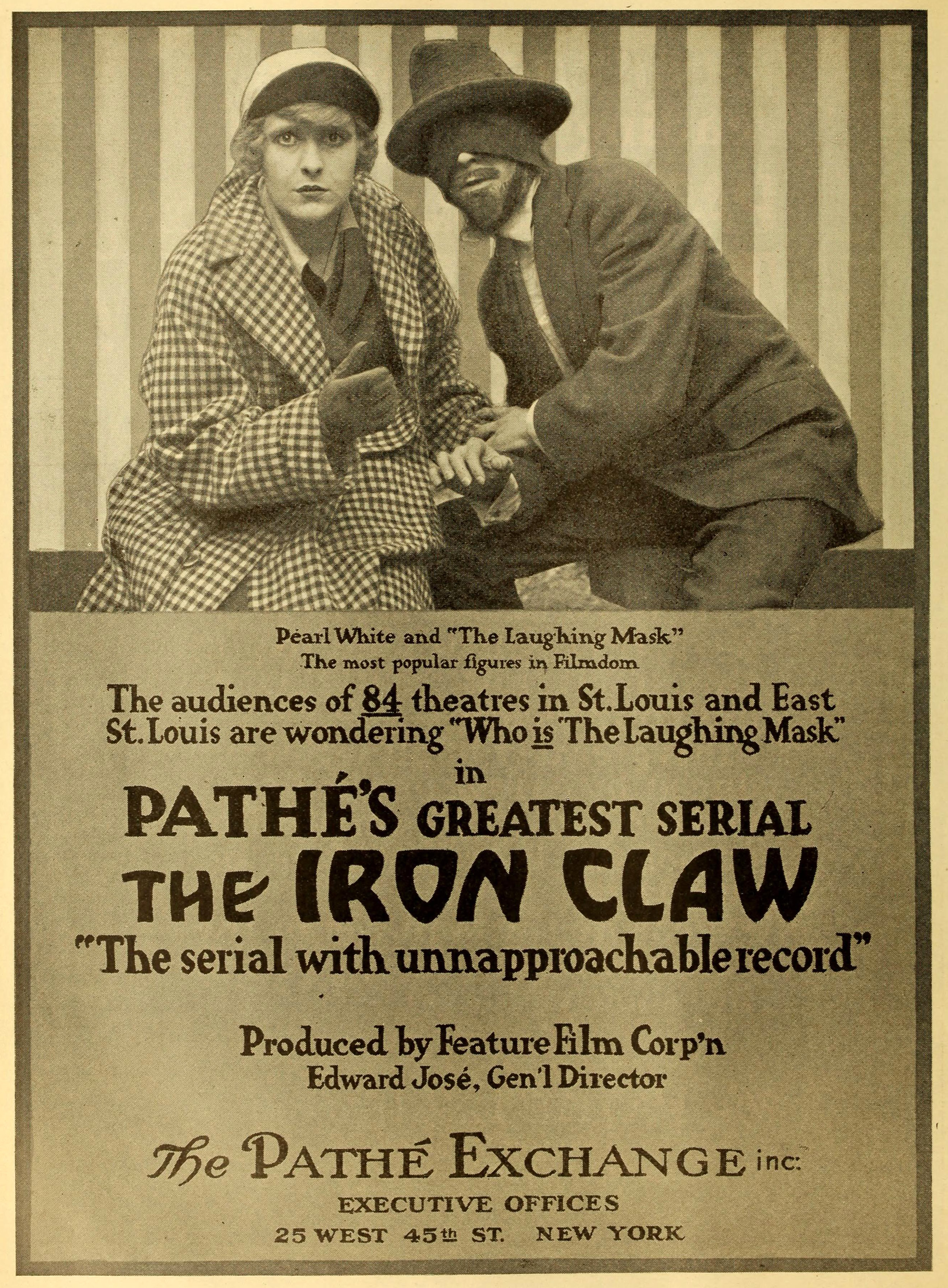
Cartaz do seriado de 1916.

1. The Vengeance of Legar
2. The House of Unhappiness
3. The Cognac Mask
4. The Name and the Game
5. The Incorrigible Captive
6. The Spotted Warning
7. The Hooded Helper
8. The Stroke of Twelve
9. Arrows of Hate
10. The Living Dead
11. The Saving of Dan O'Mara
12. The Haunted Canvas
13. The Hidden Face
14. The Plunge for Life
15. The Double Resurrection
16. The Unmasking of Davy
17. The Vanishing Fakir
18. The Green-Eyed God
19. The Cave of Despair
20. The Triumph of the Laughing Mask